# مارتین فورد
مارتین فورد (انگلیسی: Martyn Ford؛ زادهٔ ۲۶ مه ۱۹۸۲) بدن‌ساز، شخصیت فعال در شبکه‌های اجتماعی و بازیگر انگلیسی است. او به‌واسطهٔ قد بلند و هیکل چشمگیرش شهرت زیادی پیدا کرده است؛ قد او حدود ۶ فوت و ۸ اینچ (۲۰۳ سانتی‌متر) است. به‌دلیل ظاهر ترسناک و هیبت خاصش، اغلب با لقب «کابوس» شناخته می‌شود.

## زندگی
فورد در مین‌ورث، بیرمنگام به دنیا آمد. او در گذشته در رشته کریکت فعالیت داشت و در نوجوانی به‌عنوان توپ‌انداز آغازگر در تیم جوانان واریک‌شر بازی می‌کرد. اما رؤیای حرفه‌ای شدن در کریکت با مجموعه‌ای از اتفاقات از جمله آسیب‌دیدگی کشاله ران، ابتلا به تب غده‌ای و جدایی عاطفی پایان یافت. پس از آن، دوره‌ای از افسردگی و بی‌اشتهایی عصبی را تجربه کرد تا اینکه وارد دنیای بدن‌سازی شد و ظاهر خود را به‌طور چشمگیری تغییر داد.
فورد به‌سرعت به‌عنوان مربی تناسب اندام شناخته شد و در صنعت فیتنس نامی برای خود دست‌وپا کرد. او به‌خاطر اندام فوق‌العاده بزرگ و عضلانی‌اش شهرت یافت و در مسابقات مختلف بدن‌سازی شرکت کرده است. همچنین در شبکه‌های اجتماعی مانند اینستاگرام دنبال‌کنندگان زیادی دارد و تجربیات ورزشی خود را به اشتراک می‌گذارد.

## فعالیت‌های بازیگری
فورد در سال ۲۰۱۶ با فیلم بویکا: شکست‌ناپذیر وارد حرفهٔ سینما شد و نقش «کوشمار» را ایفا کرد. پس از آن، در فیلم‌های مختلفی ظاهر شد. در سال ۲۰۱۸، در فیلم رابین هود نقش «بریمسْتون» را بازی کرد و در فیلم اکشن-کمدی Kill Ben Lyk در نقش «بیل» ظاهر شد. همان سال، در فیلم تفنگدار دریایی ۶: یک چهارم پایانی نقش «اسکار هیز» را در کنار کشتی‌گیر شاون مایکلز و بازیگر د میز ایفا کرد.
حضور فورد در سینما در سال ۲۰۱۸ گسترده‌تر شد؛ او در فیلم امتیاز نهایی بازی کرد. همچنین در فیلم ترسناک زامبی‌محور Redcon-1 نقش سرجوخه جیکوب گالاگر را برعهده داشت. در سال ۲۰۲۱، فورد به مجموعه سریع و خشن پیوست و در فیلم اف۹ نقش «ستوان سو» را ایفا کرد.
علاوه بر سینما، فورد در سریال‌های تلویزیونی نیز حضور داشته است. در سال ۲۰۲۱، به جمع بازیگران سریال فانتزی The Nevers پیوست و در سه قسمت نقش «نیکلاس پربال» (ملقب به «اودیوم») را بازی کرد.
در ژوئن ۲۰۲۳ اعلام شد که فورد در دنبالهٔ فیلم مورتال کامبت محصول ۲۰۲۱، نقش شخصیت بازی ویدیویی شائو کان را ایفا خواهد کرد.

## فیلم‌شناسی
| سال  | عنوان                             | نقش            | یادداشت |
| ---- | --------------------------------- | -------------- | ------- |
| ۲۰۱۶ | بویکا: شکست‌ناپذیر                 | کوشمار         |         |
| ۲۰۱۷ | کینگزمن: محفل طلایی               | گارد گلستونبری |         |
| ۲۰۱۸ | مرد حادثه‌آفرین                    | ماساژور        |         |
| ۲۰۱۸ | امتیاز نهایی                      | ولاد           |         |
| ۲۰۱۸ | تفنگدار دریایی ۶: یک چهارم پایانی | اسکار هیز      |         |
| ۲۰۲۱ | اف۹                               | ستوان سو       |         |
| ۲۰۲۴ | مورتال کامبت ۲                    | شائو کان       |         |

| سال  | عنوان                  | نقش     | یادداشت |
| ---- | ---------------------- | ------- | ------- |
| ۲۰۱۶ | از پادشاهان و پیامبران | جالوت   | ۱ قسمت  |
| ۲۰۲۲ | سندمن                  | پراکنده | ۱ قسمت  |